# Jens Byggmark
Jens Byggmark nació el 22 de agosto de 1985 en Örebro (Suecia), es un esquiador que ha ganado 1 Medalla en el Campeonato del Mundo (1 de plata) y tiene 2 victorias en la Copa del Mundo de Esquí Alpino (con un total de 8 podiums).

## Resultados

### Juegos Olímpicos de Invierno
- 2010 en Vancouver, Canadá
  - Eslalon: 22.º

### Campeonatos Mundiales
- 2011 en Garmisch-Partenkirchen, Alemania
  - Eslalon: 2.º
- 2013 en Schladming, Austria
  - Eslalon: 8.º

### Copa del Mundo

#### Clasificación general Copa del Mundo
- 2006-2007: 15.º
- 2007-2008: 30.°
- 2008-2009: 94.º
- 2009-2010: 102.º
- 2010-2011: 45.º
- 2011-2012: 36.º
- 2012-2013: 25.º
- 2014-2015: 59.º

#### Clasificación por disciplinas (Top-10)
- 2006-2007:
  - Eslalon: 3.º
- 2007-2008:
  - Eslalon: 10.º
- 2011-2012:
  - Eslalon: 9.º
- 2012-2013:
  - Eslalon: 8.º

#### Victorias en la Copa del Mundo (2)

##### Eslalon (2)
| Fecha               | Lugar     |
| ------------------- | --------- |
| 27 de enero de 2007 | Kitzbühel |
| 28 de enero de 2007 | Kitzbühel |